# أسواق السلام
أسواق السلام، هي شركة مغربية مختصة في توزيع المواد الاستهلاكية، أنشئت سنة 1998 بمدينة الرباط العاصمة فلقيت إقبال الزبناء مما مكنها من توسيع شبكتها بمختلف جهات المملكة، وهي تتوفر الآن على 8 أسواق ممتازة بكل من : الرباط - مراكش - الدارالبيضاء - القنيطرة - تمارة - طنجة - أكادير - وجدة
تتبع السلسلة مجموعة ينا هولدينغ المملوكة من طرف رجل الأعمال المغربي ميلود الشعبي. من أبرز منافسيها أسواق مرجان وأسواق أسيما وهي فرع من شركة أونا، ومترو المغرب التابعة لشركة مترو الألمانية.
تختلف السلسلة عن باقي الأسواق المغربية الأخرى بكونها رافضة لتجارة المشروبات الكحولية. وابتداء من يناير 2014 أقدمت المجموعة على إغلاق أبواب جميع المتاجر، خمْسا وأربعين دقيقة، من أجل تمكين الموظفين العاملين في المتاجر من أداء صلاة الجمعة.

## الأسواق

### الأسواق الحالية
- أسواق السلام الرباط - حي الرياض (1998-3500 م2).
- أسواق السلام مراكش - باب دكالة (2002-3000 م2).
- أسواق السلام القنيطرة (2004-6200 م2).
- أسواق السلام تمارة (2006-5000 م2).
- أسواق السلام طنجة (2007-5000 م2).
- أسواق السلام أكادير (2007-5000 م2).
- أسواق السلام مراكش2 - كليز(2008-3000 م2).
- أسواق السلام وجدة (2008-5000 م2).[2]
- أسواق السلام المحمدية (2011)
- أسواق السلام الصويرة (2011-3500 م2).

### الأسواق في طور البناء
- أسواق السلام أكادير2 (2009-5000 م2).
- أسواق السلام الدارالبيضاء - الحجر الأسود(2009-5000 م2).
- أسواق السلام الدارالبيضاء2 - أولاد زيان(2009-3000 م2).

### الأسواق المستقبلية
- أسواق السلام الناظور - بن انصار 2010.
- أسواق السلام فاس - 2011.
- أسواق السلام طنجة2 - مولاي يوسف (2011-3000 م2).
- أسواق السلام سلا (2011-4500 م2).
- أسواق السلام خريبكة (2013- 5000 م2).
- أسواق السلام القنيطرة2 - الحدادة طريق مهدية (2011-3000 م2).

## وصلات خارجية
- موقع أسواق السلام.
- موقع ينا هولدينغ.